# Repêchage d'expansion de la LNH 1974
Ne pas confondre avec le repêchage amateur de la LNH 1974.
1972 1979
Le repêchage d'expansion de la LNH de 1974 fut le quatrième de la sorte dans l'histoire de la Ligue nationale de hockey, permettant cette fois aux franchises des Scouts de Kansas City et des Capitals de Washington de faire leur entrée dans la grande ligue. Plusieurs considèrent que cette expansion était frappé d'une malédiction. Avec l'Association mondiale de hockey qui continuait à drainer le talent de la ligue, les deux formations se retrouvèrent avec des alignements lamentables; les Capitals terminèrent la saison 1974-1975 avec la pire fiche de toute l'histoire de la LNH, tandis que les Scouts firent la 5e pire de l'après-guerre la saison suivante. Le malheur s'abattit longtemps sur les deux formations, la première se relocalisant à quelques reprises au cours des saisons suivantes, la seconde tenant bon à Washington pendant huit années de vaches maigres avant que le vent ne consente à tourner pour eux.
Le repêchage eut lieu le 12 juin 1974 et les Scouts obtinrent le premier choix du repêchage d'expansion, tandis que les Caps eurent droit au premier choix du repêchage amateur.

## Les choix

### Choix des Scouts de Kansas City
| Rang                  | Joueur           | Position | Repêché de                    |
| --------------------- | ---------------- | -------- | ----------------------------- |
| 1                     | Michel Plasse    | G        | Canadiens de Montréal         |
| 3                     | Peter McDuffe    | G        | Rangers de New York           |
| 5                     | Simon Nolet      | AD       | Flyers de Philadelphie        |
| 7                     | Butch Deadmarsh  | AD       | Flames d'Atlanta              |
| 9                     | Brent Hughes     | D        | Red Wings de Détroit          |
| 11                    | Paul Terbenche   | D        | Sabres de Buffalo             |
| 13                    | Gary Coalter     | C        | Golden Seals de la Californie |
| 15                    | Gary Croteau     | AG       | Golden Seals de la Californie |
| 17                    | Randy Rota       | AG       | Kings de Los Angeles          |
| 19                    | Lynn Powis       | C        | Black Hawks de Chicago        |
| 21                    | John Wright      | A        | Blues de Saint-Louis          |
| 23                    | Ted Snell        | AD       | Penguins de Pittsburgh        |
| 25                    | Chris Evans      | A        | Red Wings de Détroit          |
| 27                    | Bryan Lefley     | D        | Islanders de New York         |
| 29                    | Robin Burns      | AG       | Penguins de Pittsburgh        |
| 31                    | Tom Peluso       | A        | Black Hawks de Chicago        |
| 33                    | Kerry Ketter     | D        | Flames d'Atlanta              |
| 35                    | Norm Dubé        | A        | Kings de Los Angeles          |
| 37                    | Real Lemieux     | C        | Canucks de Vancouver          |
| 39                    | Dave Hudson      | C        | Canucks de Vancouver          |
| 41                    | Ken Murray       | D        | Red Wings de Détroit          |
| 43                    | Dennis Patterson | D        | North Stars du Minnesota      |
| 45                    | Ed Gilbert       | C        | Canadiens de Montréal         |
| 47                    | Doug Horbul      | A        | Rangers de New York           |
| Repêchage intra-ligue |                  |          |                               |
|                       | Hugh Harvey      | A        | Bears de Hershey (LAH)        |

### Choix des Capitals de Washington
| Rang                  | Joueur            | Position | Repêché de                    |
| --------------------- | ----------------- | -------- | ----------------------------- |
| 2                     | Ron Low           | G        | Maple Leafs de Toronto        |
| 4                     | Michel Belhumeur  | G        | Flyers de Philadelphie        |
| 6                     | Dave Kryskow      | AG       | Black Hawks de Chicago        |
| 8                     | Yvon Labre        | D        | Penguins de Pittsburgh        |
| 10                    | Peter Laframboise | C        | Golden Seals de la Californie |
| 12                    | Bob Gryp          | AG       | Bruins de Boston              |
| 14                    | Gord Smith        | D        | Kings de Los Angeles          |
| 16                    | Steve Atkinson    | AD       | Sabres de Buffalo             |
| 18                    | Bruce Cowick      | AG       | Flyers de Philadelphie        |
| 20                    | Denis Dupéré      | AG       | Maple Leafs de Toronto        |
| 22                    | Joe Lundrigan     | D        | Maple Leafs de Toronto        |
| 24                    | Randy Wyrozub     | C        | Sabres de Buffalo             |
| 26                    | Mike Bloom        | C        | Bruins de Boston              |
| 28                    | Gord Brooks       | AD       | Blues de Saint-Louis          |
| 30                    | Bob Collyard      | C        | Blues de Saint-Louis          |
| 32                    | Bill Mikkelson    | D        | Islanders de New York         |
| 34                    | Ron Anderson      | AD       | Bruins de Boston              |
| 36                    | Mike Lampman      | AG       | Canucks de Vancouver          |
| 38                    | Lew Morrison      | AD       | Flames d'Atlanta              |
| 40                    | Steve West        | C        | North Stars du Minnesota      |
| 42                    | Larry Bolonchuk   | D        | Canucks de Vancouver          |
| 44                    | Murray Anderson   | D        | North Stars du Minnesota      |
| 46                    | Larry Fullan      | AG       | Canadiens de Montréal         |
| 48                    | Jack Egers        | AD       | Rangers de New York           |
| Repêchage intra-ligue |                   |          |                               |
|                       | Jim Hrycuik       | A        | Bears de Hershey (LAH)        |